# Преторо
Преторо (итал. Pretoro) је насеље у Италији у округу Кјети, региону Абруцо.
Према процени из 2011. у насељу је живело 546 становника. Насеље се налази на надморској висини од 502 м.

## Становништво
Према резултатима пописа становништва 2011. у општини је живело 989 становника.
| 1931. | 1936. | 1951. | 1961. | 1971. | 1981. | 1991. | 2001. | 2011. |
| ----- | ----- | ----- | ----- | ----- | ----- | ----- | ----- | ----- |
| 1.973 | 1.930 | 1.923 | 1.413 | 1.181 | 1.161 | 1.113 | 1.107 | 989   |